# Aveinte
Aveinte település Spanyolországban, Ávila tartományban. Aveinte Monsalupe, Bularros, Villaflor, San Pedro del Arroyo és San Juan de la Encinilla községekkel határos. Lakosainak száma 73 fő (2024).

## Népesség
A település lakosságának változását az alábbi diagram mutatja:
| Lakosok száma | 127  | 111  | 104  | 106  | 97   | 85   | 84   | 86   | 82   | 73   |
|               | 2001 | 2004 | 2006 | 2009 | 2011 | 2014 | 2016 | 2019 | 2021 | 2024 |